# Legjobb Olvasmányok
A Legjobb Olvasmányok egy 20. század eleji magyar könyvsorozat volt.

## Jellemzői
A sorozat elsősorban a magyar ponyvairodalmat és az államellenes iratokat volt hivatott kiváltani, ezért kormányzati támogatással jelent meg. A nép számára készült füzeteket neves írók  készítették elsősorban prózában, de akadt egy-két verses alkotás is. Témakörük a gazdasági élet jelenségei, korabeli problémák (kivándorlás, alkoholizmus, hajléktalanság, szocializmus stb.) voltak. A füzetek Méhner Vilmos kiadásban Budapesten jelentek meg évszámjelzés nélkül.

## Részei
- 1. sz. Bársony István. A lemoshatatlan folt (16 l.)
- 2. sz. Vértesy Gyula. Piros rózsa, sárga rózsa (16 l.)
- 3. sz. Benedek Elek. A fehér posztó (16 l.)
- 4. sz. Benedek Elek. Az édes anyaföld (16 l.)
- 5. sz. Lőrinczy György. Az egyetlen gyerek (16 l.)
- 6. sz. Jancsó Benedek. Akinek nincs szerencséje (16 l.)
- 7. sz. Szőlősi Zsigmond. Mi a haza? vagy egy nap Amerikában (16 l.)
- 8. sz. Dobos Károly. Nagy Pál lelke. Elbeszélés a magyar népéletből (15 l.)
- 9. sz. Gaal Mózes. Simonék romlása (16 l.)
- 10. sz. Gaal Mózes. Szász Julis aranyórája (16 l.)
- 11. sz. Szemere György. Az ital (15 l.)
- 12. sz. Sárándy István. Kaszás Péter története (16 l.)
- 13. sz. Gaal Mózes. A hideg tűzhely. Elbeszéli egy hajléktalan ember (14 l.)
- 14. sz. Bársony István. »A nép barátja.« (16 l.)
- 15. sz. Mosdósy Imre. A virágos kert (16 l.)
- 16. sz. Benedek Elek. A szenes ing (15 l.)
- 17. sz. Tömörkény István. A kincs a földben (14 l.)
- 18. sz. Sas Ede. Az öreg Bogát karácsonya (15 l.)
- 19. sz. Benedek Elek. A válás (15 l.)
- 20. sz. Sárándy István. A pálinka ördöge (16 l.)
- 21. sz. Mózes diák. Az Anikó imádságos könyve. Igaz történet. Versbe szedte – (16 l.)
- 22. sz. Tömörkény István. A titkot még a tyúk is kikaparja (14 l.)
- 23. sz. Ladikai Vince. Aki másnak vermet ás (16 l.)
- 24. sz. Móricz Zsigmond. Vas Jankó (16 l.)